# Sintra
Sintra (portugalsko: [ˈsĩtɾɐ] ()) je mesto in občina v Veliki Lizboni na Portugalskem, ki leži na Portugalski rivieri. Prebivalstvo občine je bilo leta 2021 385.654 na območju 319,23 kvadratnih kilometrov. Sintra je ena najbolj urbaniziranih in gosto poseljenih občin na Portugalskem. Glavna turistična destinacija, ki slovi po svoji slikovitosti, ima več zgodovinskih palač, gradov, slikovitih plaž, parkov in vrtov.
Območje vključuje naravni park Sintra-Cascais, skozi katerega teče hribovje Sintra. Zgodovinsko središče Vila de Sintra je znano po svoji romantični arhitekturi iz 19. stoletja, zgodovinskih posestvih in vilah, vrtovih ter kraljevih palačah in gradovih, zaradi česar je mesto uvrščeno na Unescov seznam svetovne dediščine. Znamenitosti Sintre so med drugim srednjeveški Mavrski grad, romantična narodna palača Pena in portugalska renesančna narodna palača Sintra.
Sintra je ena najbogatejših občin tako na Portugalskem kot na Iberskem polotoku kot celoti. Je dom ene največjih skupnosti tujih izseljencev vzdolž Portugalske riviere in se dosledno uvršča med najboljše kraje za življenje na Portugalskem.
Forum ECB o centralnem bančništvu, letni dogodek, ki ga organizira Evropska centralna banka, poteka v Sintri.

## Zgodovina

### Prazgodovina do mavrske okupacije
Najzgodnejši ostanki človeške prisotnosti so bili odkriti v Penha Verde: ti ostanki pričajo o prisotnosti iz zgodnjega paleolitika. Primerljivi ostanki so bili odkriti na najdišču na prostem v São Pedro de Canaferrim, poleg kapele Castelo dos Mouros (Mavrski grad), ki sega v neolitik in vključuje okrašeno keramiko in mikrolitske pripomočke iz kremena iz 5. tisočletja pr. n. št.
Lokalno najdeni keramični fragmenti, vključno s številnimi vazami iz pozne bakrene dobe iz hribovja Sintra, kažejo, da je med 4. in 3. tisočletjem pr. n. št. regijo (zraven sedanje vasi Sintra) zasedla neolitska/halkolitska naselbina z značilnostmi, primerljivimi z utrjenimi naselbinami v Lizboni in Setúbalu. Dokazi, odkriti v Quinta das Sequoias in São Pedro de Canaferrim, so v dramatičnem nasprotju s tistimi ostanki, odkritimi v obzidanem mestu Penha Verde in pogrebnem spomeniku Bella Vista. Sledi več bronastodobnih ostankov so bili odkriti tudi na mnogih mestih v hribovju Sintra, vključno z mestom, na območju Monte do Sereno, in poznobronastodobna naselbina znotraj mavrskega gradu iz 9.–6. stoletja pr. n. št.
Najbolj znan predmet iz tega obdobja je tako imenovana Ovratnica iz Sintre (portugalsko Xorca de Sintra), zlata ovratnica iz srednje bronaste dobe, najdena v bližini mesta konec 19. stoletja, ki je od leta 1900 del zbirke Britanskega muzeja. Razmeroma blizu, v Santa Eufémia da Serra, je naselbina iz železne dobe, kjer so bili odkriti tudi artefakti staroselskih plemen in ljudstev sredozemskega izvora (predvsem iz punskega obdobja).
Te izvirajo iz zgodnjega 4. stoletja pr. n. št., pred romanizacijo polotoka, ki se je na območju Foz do Tejo zgodila sredi 2. stoletja pr. n. št.. Neposredna bližina velikega trgovskega središča (Olisipo), ki ga je ustanovilo ljudstvo Turduli Oppidani v prvi polovici 1. tisočletja pr. n. št., je pomenilo, da je na regijo Sintra vplivala človeška poselitev v različnih obdobjih, kulture, ki so pustile ostanke na območju. Toponim Sintra izhaja iz srednjeveškega Suntria in kaže na povezavo z radikalnimi indoevropskimi kulturami; beseda se prevaja kot 'svetla zvezda' ali 'sonce', kar je v teh kulturah običajno pomembno. Mark Terencij Varon in Cadizian Lukij Junij Moderat Kolumela sta kraj označila za sveto goro, Ptolemaj pa ga je imenoval gore Lune.
Med rimsko okupacijo polotoka je bila regija Sintra del obsežnega Civitas Olisiponense, ki mu je Cezar (okoli leta 49 pr. n. št.) ali bolj verjetno Oktavij (okoli 30 pr. n. št.) podelil status Municipium Civium Romanorum. Različni prebivalci regije so veljali za del rimske galerije in v sedanji vasi Sintra so rimski ostanki, ki pričajo o rimski prisotnosti od 1. do 2. stoletja pred našim štetjem do 5. stoletja našega štetja. Iz tega obdobja je cesta vzdolž jugovzhodnega dela hribovja Sintra, povezana z glavno cesto v Olisipo.
Ta pot je sledila poti sedanje Rua da Ferraria, Calçada dos Clérigos in Calçada da Trindade. Po rimski navadi postavljanja grobnic ob njihovih cestah in v bližini njihovih domov obstajajo tudi dokazi o napisih, ki se nanašajo na rimske pogrebne spomenike, ki segajo predvsem v 2. stoletje. Območje okrog sodobnega mesta Sintra je bilo zaradi bližine Olisipa, starodavnega imena Lizbone, vedno tesno povezano z večjim naseljem, do te mere, da je vodnjak Armés, vodnjak iz 1. stoletja v vasi Armés, Terrugem v Sintri, zgradil Lukij Iulij Maelo Kaudik, Olisipov flamen, v čast rimskemu cesarju Avgustu.
Med mavrsko okupacijo Sintre (arabsko Xintara) so grško-latinski pisci pisali o izrecni okupaciji območja mestnega središča. Opis geografa Al-Bacra je Sintro opisal kot »eno od mest, ki [so] odvisna od Lizbone v Al Andaluzu, v bližini morja«, označil pa ga je kot »stalno potopljeno v meglo, ki se nikoli ne razblini«.
Med rekonkvisto (okoli 9. stoletja) so njegovo glavno središče in grad izolirale krščanske vojske. Po padcu Kordovskega kalifata je kralj Leóna Alfonz VI. spomladi 1093 zavzel mesta Santarém, Lizbono in grad Sintra. To je sledilo obdobju notranje nestabilnosti v muslimanskih taifah na polotoku, zlasti odločitvi vladarja Taife v Badajozu, Umarja ibn Muhammada al-Mutawakkila, ki je po obotavljanju med letoma 1090 in 1091 svoje ozemlje postavil pod suzerenstvo Alfonza VI., ko se je soočil z grožnjo Almoravidov. Afonz je zavzel mesta in grad Sintra med 30. aprilom in 8. majem 1093, vendar so kmalu po tem prenosu Sintro in Lizbono osvojili Almoravidi. Santarém je rešil grof Henrik, ki ga je Alfonz VI. Leónski in Kastiljski leta 1096 imenoval za portugalskega grofa, da bi nadomestil Rajmonda Burgundskega.

### Kraljestvo
Julija 1109 je grof Henrik ponovno osvojil grad Sintra. Leto pred tem je poskus princa Sigurda Križarja, sina Magnusa III. Norveškega, prevzeti grad Mavrom med njegovim pohodom v Sveto deželo. Sigurdove sile so se izkrcale ob ustju reke Colares, vendar gradu niso uspele zavzeti. Šele po osvojitvi Lizbone oktobra 1147 s strani Afonza Henrika (ob podpori križarjev) se je grad novembra dokončno predal kristjanom. Po predaji je bilo skupaj z Almado in Palmelo vključeno v krščanska gospostva. Afonz Henrik je ustanovil cerkev São Pedro de Canaferrim znotraj obzidja mavrskega gradu, da bi obeležil svoj uspeh.
9. januarja 1154 je Afonz Henrik podpisal foral ('listino') za mesto Sintra z vsemi pripadajočimi regalijami. Listina je ustanovila občino Sintra, katere ozemlje je obsegalo veliko območje, sčasoma razdeljeno na štiri velike župnije: São Pedro de Canaferrim (v gradu), São Martinho (v mestu Sintra), Santa Maria in São Miguel (v cerkveni sedež Arrabalde). Zgodnji občinski sedež, mesto Sintra, je bilo središče pomembne sefardske skupnosti s sinagogo in četrtjo. Ta skupnost ni bila omejena na mesto Sintra: enklave so omenjene med vladavino kralja Denisa v Colaresu, vendar so bile pod močnim pritiskom zaradi pritoka krščanskih podložnikov. V 12. in 13. stoletju so zaradi rodovitnosti zemlje razni samostani in vojaški redovi gradili rezidence, posestva, mline in vinograde. Iz tega obdobja obstajajo občinski zapisi o številnih donacijah; med letoma 1157 in 1158 je Afonz Henrik mojstru vitezov templjarjev, Gualdimu Paisu, podaril različne hiše in posestva v središču Sintre.
Leta 1210 je samostan sv. Križa v Coimbri pridobil štiri hiše v Pocilgaisu in jih izpustil leta 1230, medtem ko je leta 1264 nadzoroval domove in vinograde v Almargemu. Leta 1216 je imel samostan São Vicente de Fora (Lizbona) tudi vinograd v Colaresu, leta 1218 pa posesti v Queluzu in Baroti. Med letoma 1223 in 1245 je imel samostan Santa Maria de Alcobaça različne privilegije na ozemlju. Vojaški red Santiago je imel leta 1260 posestvo v Arrifani. Številne donacije Afonza Henrika v 12. stoletju, vključno s privilegiji, dodeljenimi tem ustanovam, je leta 1189 potrdil njegov sin Sančo I. Portugalski(1185–1211), kar ustreza družbeni, politični in gospodarski strategiji v obdobju po rekonkvisti. Posledično je imela Sintra po letu 1261 lokalno upravo, sestavljeno iz alkalda - sodnika, ki je predstavljal krono in dveh lokalnih sodnikov, ki ju je izvolila javnost. Med političnim sporom med kraljem Sančem II. (1223–1248) in Cerkvijo sta bili cerkvi São Pedro in São Martinho, ki sta pripadali kralju, odstopljeni škofu Lizbone in Sé. Kljub temu je bila dediščina krone opredeljena zgodaj: leta 1287 je kralj Denis podaril portugalski kraljici Elizabeti mesto, posestva in vse z njimi povezane ugodnosti. Kasneje so bila ta zemljišča prenesena na mladega infanta Afonza (kasneje kralja Afonza IV.) in so ostala v njegovi lasti do leta 1334, preden so se vrnila v last kraljice (portugalsko Casa da Rainha).
Črna kuga je prispela v Sintro v 14. stoletju; leta 1350 je znano, da je bolezen povzročila smrt petih občinskih pisarjev. Veliko večje število smrti je verjetno posledica, morda zaradi hladnega podnebja in vlažnosti, pogojev, ki so spodbujali hitro širjenje bolezni.
Med vladavino kralja Ferdinand I. Portugalski|Ferdinanda I.]] (1367–1383) je Sintra igrala vlogo pri kontroverzni poroki monarha z dono Leonor Telles de Menezes. Leta 1374 je kralj podaril Sintro gospe Telles, s katero se je nazadnje na skrivaj poročil na severu države. Skupaj s Sintro je kralj na osuplost svojega zasebnega sveta priznal občine Vila Viçosa, Abrantes in Almada; po spopadu je kralj opustil svoje dolžnosti in odpotoval v Sintro, kjer je ostal mesec dni pod pretvezo lova. Ker je bila Sintra razmeroma blizu Lizbone, je bilo veliko njenih ljudi poklicanih, da delajo na projektih za krono v prestolnici: leta 1373 se je kralj Ferdinand odločil obzidati mesto in zaprosil za sredstva ali delavce iz obalnih dežel v Almadi, Sesimbri, Palmela, Setúbal, Coina, Benavente in Samora Correia, kot tudi celotno Ribatejo ter iz celinskih območij Sintra, Cascais, Torres Vedras, Alenquer, Arruda, Atouguia, Lourinhã, Telheiros in Mafra. Med dinastično krizo med letoma 1383 in 1385 se je Sintra pridružila Leonor Telles pri podpori razglasitve njene hčerke Beatrice, ki se je poročila z Ivanom I. Kastiljskim, za portugalsko in kastiljsko kraljico. Po porazu kastiljske vojske pri Aljubarrota (avgusta 1385) s strani portugalskih in angleških čet, ki jim je poveljeval Nuno Álvares Pereira, je Sintra postala eden zadnjih krajev, ki se je predal mojstru Aviza, kasnejšemu kralju Portugalske (po letu 1383).

### Joanina in Filipova doba
Ivan I. Portugalski (1385–1433), prvi kralj druge dinastije, je prekinil tradicijo prenosa Sintre v Casa da Rainha (kraljičino last). Verjetno okoli leta 1383 je Ivan I. podelil deželo Sintra grofu Henriku Manuelu de Vilhena in hitro preklical odločitev, potem ko se je Henrik med dinastičnim prepirom postavil na infantino stran. Sintra je torej ostala v lasti kralja, ki je razširil lokalno posest. Do konca 17. stoletja je bila kraljeva palača ena glavnih rezidenc in poletnih posesti dvora: od tu se je Ivan odločil osvojiti Ceuto (1415); kralj Afonz V. se je rodil in umrl v palači (1433–1481); in tu je bil kralj Ivan II. (1481–1495) razglašen za suverena.
V dokumentu, ki ga je leta 1435 izdal kralj Edvard Portugalski (1433–1438), je bila regija opisana kot: »Dežela dobrega zraka in vode ter Comarcas z obiljem morja in kopnega [...] naše najbolj zvesto mesto da je Lizbona tako blizu in da je v njej dovolj razvedrila ter motečih gora in lova ...«
V portugalski dobi odkritij je bilo več ljudi, rojenih v Sintri, zapisanih v zgodovino. Leta 1443 je princ Gonçala de Sintra, štitonošo v hiši Infanta Henrika, poslal kot kapitana karavele na obalo Afrike. Raziskoval je regijo v bližini reke Ouro in na koncu tam umrl leta 1444. Pedro de Sintra in Soeiro da Costa sta kasneje kartirala večino atlantske obale Afrike, približno v času Henrikove smrti leta 1460.
Ob koncu 15. stoletja je pomembnost Sintre na uradnih poteh vodila kraljica Eleanor iz Viseuja (žena kralja Ivana II.), takratno glavno dobrotnico portugalskih Misericóridas, da je razširila svoje glavne ustanove v Sintri. Bolnišnica e Gafaria do Espírito Santo, katere edini preostali ostanek je kapela v São Lázaro, je bila zgrajena za pomoč in podporo gobavcem v regiji (kapela še vedno vključuje pečate kralja Ivana, pelikana in kraljice Leonor, kozica). Leta 1545 je bila bolnišnica prenesena v upravo Santa Casa da Misericórdia v Sintri, ki jo je ustanovila avstrijska kraljica Katarina, žena Ivana III.
Kralj Manuel I. (1495–1521) je rad preživljal poletja v Sintri zaradi hladnega podnebja in obilice divjadi; kot je zapisal njegov kronist Damião de Góis: »ker je to eden od krajev v Evropi, ki je hladnejši in je vesel za katerega koli kralja, princa ali mojstra, ki si krajša čas, ker poleg dobrega zraka prečkajo njene gore, ki so jih starejši ljudje imenovali lunin rt, je tukaj veliko lova na jelene in druge živali in na splošno veliko dobrih postrvi mnogih vrst, v katerih je mogoče najti po vsej Hispaniji, in veliko izvirov voda...«. Med 15. in 16. stoletjem je kralj po potovanju v kastiljsko in aragonsko krono, ko je leta 1498 veljal za dediča kraljestev, preoblikoval in obogatil mesto in regijo z več javnimi deli. To je vključevalo rekonstrukcijo stare gotske cerkve São Martinho in leta 1511 gradnjo samostana Nossa Senhora da Pena na najvišjem vrhu hribovja Sintra, ki ga je nato prenesel na red svetega Hieronima. V drugi polovici 16. stoletja je bila Sintra središče kurtizan in člani aristokracije so začeli graditi posestva in kmetije v regiji. V tem podeželskem okolju je od leta 1542 indijski podkralj D. João de Castro (1500–1548) začel bivati v Quinta da Penha Verde, kjer je zbiral primere portugalske kulture tistega časa, vključno z deli slavnega umetnika Francisca de Holande. V času te kulturne renesanse je bil dokončan marmorni kor, ki ga je med letoma 1529 in 1532 izklesal Nicolau Chanterene za kapelo samostana Nossa Senhora da Pena, kot tudi portik cerkve Nossa Senhora da Conceição da Ulgueira (1560).
Luís de Camões (1524–1580) je v svoji kroniki Os Lusíadas omenil gore Sintre kot mitsko deželo, ki ji vladajo vodne nimfe. Renesančna pesnica Luisa Sigea – Syntrae Aloisiae Sygeae v Parizu (1566) in Madridu (1781) je Sintro omenjala kot »prijetno dolino, med pečinami, ki se dvigajo v nebo ... zakrivljeno v gracioznih gričih, med katerimi je čutiti šumenje vode ...[kjer] bo pravzaprav vse očaralo in odišavilo okolje s svojim vonjem in sadjem.«
S smrtjo kardinala-kralja Henrika (1578–1580) je Filip II. Španski podedoval Portugalsko kraljestvo, kar je sprožilo personalno unijo kron, ki je trajala do leta 1640. V tem obdobju se je portugalska politična oblast preselila iz Sintre v Vilo Viçosa, glavno središče rodbine Braganza, katere vojvode, potomci Ivana I. Portugalskega, so bili dediči portugalskega prestola. Po odločitvi Cortesa (zbor predstavnikov deželnih stanov – plemstva, duhovščine in buržoazije) iz Tomarja leta 1581 je Filip kot kralj Portugalske sprejel upravo portugalske aristokracije. Okoli oktobra 1581 je šel skozi Sintro in si ogledal samostane in cerkve. V tem obdobju se je kult sebastijanizma, upanje na vrnitev kralja Sebastijana, končal, ko je bilo več lažnih 'sebastijancev' obtoženih. Leta 1585 se je Mateus Alvares, rojen na otoku Terceira na Azorih in varuh puščavnice São Julio, izdal za kralja Sebastijana in povzročil spopade v Sintri, Madri, Rio de Mouro in Ericeiri. Sebastjanova avantura se je končala z obešanjem tridesetih ljudi in trpljenjem mnogih drugih. Zato ni presenetljivo, da je obisk leta 1619 kralja Filipa IV. (Filipa III. Purtugalskega) povzročil pobeg številnih družin v hribe. V času te zveze (1580–1640) je bila Sintra privilegiran kraj za portugalske »izgnance« s kastiljskega dvora; plemiči, ki so se želeli distancirati od španskega plemstva, so kupili zemljišča v regiji, stran od dvornih spletk. Ob obnovi leta 1640 je občina štela približno 4000 prebivalcev.

### Doba rodbine Bragança
Vojna s Španijo (1640–1668), potrditev Mafre med vladavino Ivana V. Portugalskega (1706–1750) z gradnjo palače-konventa in kasneje izgradnja kraljeve palače Queluz leta 1747 med vladavino Jožefa I. (1750–1777) in Marije I. (1777–1816), je pomagalo zmanjšati kraljeve obiske v regiji. V tem času sta bila le dva dokumentirana obiska: leta 1652 in 1654, obisk kraljice Luíse de Gusmão in kralja Ivana IV. (1640–1656) ter zadnji pokop kralja Afonza VI.
Zaradi obtožbe o norosti kralja in nezmožnosti dediča sta vojvoda Cadaval in infant Peter leta 1667 vodila državni udar, ki je povzročil odstop grofa Castelo Melhorja, ministra kralja Afonza VI. (1656–1683) in zaprtje monarha. Leta 1668 je lizbonski Cortes potrdil infanta Petra, kraljevega brata, za regenta in dediča. Afonz VI. je preostanek svojega življenja preživel v zaporu, v Paço da Ribeira (1667–1669), v trdnjavi sv, Janeza Krstnika v Angri, na Azorih (1669–1674) in na koncu z odkritjem zarota za umor regenta v Paço da Vila v Sintri (1674–1683).
Od 17. do 18. stoletja je bila regija središče kontemplativnih verskih redov, ki so ustanovili samostane v Sintri. Vendar je ostal kraj mitov, z velikim, skrivnostnim gozdom in grozljivimi, mračnimi prostori. Oče Baião je v delu Portugal Cuidadoso (1724) zapisal: »Zraven palače Sintra je bil gozd, tako gost, da je podnevi vzbujal strah v tistem, ki je vstopil vanj. In [kralj] Sebastijan Portugalski je bil prost od teh strahov, da bi hodil ponoči skozenj, velikokrat po dve ali tri ure.« Od druge polovice 18. stoletja do 19. stoletja je Sintra postala znana kot nostalgična in skrivnostna lokacija, opisana s strani številnih tujcev.
To je bil »veličastni Eden« romantičnega Lorda Byrona; »prijetno letovišče« Almeida Garretta; Eça de Queiróza »gnezdo zaljubljencev [kjer so se v] romantičnem listju plemiči prepustili rokam pesnikov«; ali kraj, kjer je Richard Strauss videl vrt, »primerljiv z Italijo, Sicilijo, Grčijo ali Egiptom, pravi vrt Klingsorja in tam v višavah grad svetega grala«.
Lizbonski potres (1755) je medtem povzročil uničenje središča Sintre in številne smrti, kar je povzročilo gradnjo in obnovo v drugi polovici 18. stoletja. Tudi v 18. stoletju je bila v mestu ustanovljena prva industrijska stavba: Fábrica de Estamparia de Rio de Mouro (Tovarna za žigosanje) leta 1778.
Obisk kraljice Marije I. leta 1787 je povzročil obnovo in preureditev nekaj salonov in prostorov v občinskih stavbah. Velika praznovanja leta 1795 ob praznovanju krsta infanta Antónia, sina Ivana VI., so se končala z velikimi plesi v palači Queluz. Leta 1838 je kralj-sopotnik Ferdinand II. kupil samostan Nossa Senhora da Pena in obsežno sosednje območje ter naročil arhitektu Joséju de Costa e Silvi, da zgradi lok, ki bi povezal obe četrti palače Seteais (v lasti markiza Marialva), v spomin na obisk brazilskega princa Ivana in princese Carlote Joaquine leta 1802 ter kasnejši obisk njunega sina, absolutističnega kralja Mihaela, leta 1830.
V tretji četrtini 18. stoletja in praktično celotnem 19. stoletju so tuji popotniki in portugalski aristokrati, ki jih je podžigala romantika, ponovno odkrili čarobnost Sintre, zlasti v njeni eksotični pokrajini in podnebju. Njihovi obiski so pripeljali do ustanovitve več hotelov, od katerih je eden, Lawrence's, odprt leta 1764, deloval še leta 2018. Poleti 1787 je William Beckford ostal pri markizu Marialva, gospodarju konj za kraljestvo, na njegova rezidenca Seteais. V začetku 19. stoletja je princesa Carlota Joaquina, žena princa regenta Ivana, kupila posestvo in palačo Ramalhão. Med letoma 1791 in 1793 je Gerard Devisme na svojem obsežnem posestvu v Quinta de Monserrate (kasneje znanem kot palača Monserrate) zgradil neogotski dvorec. Beckford, ki je ostal v Sintri, je posest najel od Devismeja leta 1794. Pokrajina, pokrita z meglo, je privabila še enega Angleža, sira Francisa Cooka, ki je zasedel posestvo in zgradil orientalski paviljon.
Palača Pena, vzorčni portugalski romantični simbol Sintre, je nastala na pobudo kralja-soproga Ferdinanda, moža kraljice Marije II. (1834–1853), v Nemčiji rojenega člana hiše Saxe-Cobourg-Gotha. Palača je bila zgrajena nad ostanki samostana reda svetega Hieronima iz 16. stoletja, pri čemer je ohranila številne temeljne vidike, vključno s cerkvijo, samostanom in nekaj dependencijami. Arhitektura je eklektična, pod vplivom številnih arhitekturnih slogov, kar priča o obdobju romantike.
Namerna mešanica eklektičnih slogov vključuje neogotski, neomanuelinistični, neoislamski, neorenesančni slog. Veliko tega je bilo razvidno od velike obnove, ki je bila končana pred letom 1900.[20]
Zasnova je bila projekt barona von Eschwegeja in Ferdinanda II., da bi nadomestili Narodno palačo Sintra kot alternativo poletni rezidenci v Cascaisu. Po Sintri sta monarha Ludvik Portugalski (1861–1889) in Carlos Portugalski (1863–1908) končala svoja poletja z obiskom Cascaisa v mesecih septembru in oktobru.
Leta 1854 je bila podpisana prva pogodba za izgradnjo železniške povezave med Sintro in Lizbono. Odlok, podpisan 26. junija 1855, je urejal pogodbo med vlado in grofom Clarangesom Lucottejem, vendar je bila pozneje leta 1861 preklicana. Povezava je bila končno odprta 2. aprila 1887.
Do začetka 20. stoletja je bila Sintra priznana kot letovišče, ki so ga obiskovali aristokrati in milijonarji. Med temi je Carvalho Monteiro, lastnik znatnega bogastva (znanega kot Monteiro dos Milhões), ki je blizu glavnega mesta, na posestvu, ki ga je kupil od baronice Regaleira, zgradil razkošno revivalistično palačo, ki temelji na neomanuelinski arhitekturi.
Od druge polovice 19. stoletja do prvih desetletij 20. stoletja je Sintra postala tudi privilegirano mesto za umetnike: glasbenike, kot je Viana da Mota; skladatelji, kot je Alfredo Keil, slikarji, kot je João Cristino da Silva (avtor enega najslavnejših platen portugalske romantične umetnosti, Pet umetnikov v Sintri), pisatelji, kot sta Eça de Queirós ali Ramalho Ortigão, vsi ti ljudje so živeli, delali ali dobil navdih v pokrajini Sintre.

### Republika
Razglasitev portugalske republike leta 1910 je spremenila boemsko podnebje Sintre. Zdaj se je spodbujal gospodarski razvoj; potencialne koristi rasti v kmetijstvu, industriji in trgovini za regijo so bile spodbujane za spodbujanje razvoja. Leta 1908 je bila v Colaresu razmejena vinorodna cona. Zdaj je bila ustanovljena komisija za spremljanje kakovosti vin in spodbujanje njihovega izvoza, leta 1914 pa je bilo ustanovljeno trgovsko združenje (portugalsko Associação Comercial e Industrial de Sintra), ki je upravljalo njihovo koncesijo. Medtem so bili v imenu posvetnega in ljudskega napredka uničeni deli kulturne dediščine, vključno s prizidki srednjeveške vasi, ki meji na palačo leta 1911, medtem ko je bila ladja cerkve Misericórdia zmanjšana na prezbiterij, da bi omogočili razširiti cesto. Prva desetletja 20. stoletja so bila čas najhitrejše urbanizacije mesta, podprte z železniško povezavo z Lizbono in dotokom poletnih popotnikov.
V 1920-ih so zaradi škode na kulturno pomembnih mestih nastale ustanove za preučevanje in zaščito obsežne umetniške dediščine. Instituto Histórico de Sintra (Zgodovinski inštitut v Sintri) pod vodstvom Afonsa de Ornelasa je imel v tem obdobju pomembno vlogo. Arheološke študije so povzročile precejšen razvoj: leta 1927 je Félix Alves Pereira ponovno odkril neolitske naselbine Santa Eufémia, prva objava odkritij na prazgodovinskih spomenikih Praia das Maçãs pa je bila dokončana leta 1929. Od tega časa do leta 1970 je obalna Sintra postajala poletna destinacija, kar je povzročilo gradnjo portugalskih poletnih rezidenc. Številni pomembni portugalski arhitekti so v prvi polovici 20. stoletja razvijali projekte na tem območju, med njimi Raul Lino, Norte Júnior in Tertuliano de Lacerda Marques.
Ti projekti so koristili mestu in regiji, povečali turizem in kot prebivalce privabili številne ugledne Portugalce: zgodovinarja Francisca Costo; pisatelj Ferreira de Castro; kipar Anjos Teixeira; arhitekta Norte Júnior in Raul Lino; slikarji Eduardo Viana, Mily Possoz in Vieira da Silva; pesnica Oliva Guerra; skladatelj in maestro Frederico de Freitas; zgodovinarja Felix Alves Pereira in João Martins da Silva Marques.[18]
Leta 1944, pred njegovo aretacijo, se je francoski premier Vichy Pierre Laval nameraval preseliti na posestvo v Sintri, kjer je bila zanj najeta hiša.
De Groerjev občinski načrt iz leta 1949 je bil zasnovan za zaščito mesta in njegove soseske pred nenadzorovano urbanizacijo, rezultat pa je bil ohranjanje okolja, primerljivega s Sintro iz 19. stoletja.[18] Urbana anarhija je prevladovala do sredine 1980-ih na območjih ob glavnem mestu Sintra, kar je povzročilo razvoj novih sosesk.

## Geografija
Hribovje Sintra, deset kilometrov dolg granitni masiv – ki ga močna lokalna tradicija astralnih kultov šteje za Monte da Lua (Lunina gora) ali Promontorium Lunae – se nenadoma pojavi med prostrano ravnino na severu in severnim robom estuarija reke Tajo, ki se v serpentinasti kordiljeri vije proti Atlantskemu oceanu in Rt Roca, najbolj zahodni točki celinske Evrope.
Planota São João vzdolž severnega pobočja hribovja Sintra ima nadmorsko višino med 100 metri in 150 metri, medtem ko je južni del gora, planota Cascais, nižja: nagnjena od 150 metrov do morja, ki se konča ob obali, približno 30 metrov nad morsko gladino. Spektakularni relief je posledica vzhodno-zahodne orientacije osi masiva, njegovega konca na obali in narave magmatskih kamnin, ki so odporne proti eroziji. Eruptivni masiv Sintre (MES) je kupolasta struktura, ki jo tvorijo plasti sedimentnih kamnin (apnenci in peščenjaki) iz obdobja zgornje jure in zgodnje krede. Metamorfizirani magmatski vdor je povzročil ozek halo metamorfnih kamnin, vendar je tudi močno deformiral te sedimentne plasti, kar je povzročilo navpično izpostavljenost. Medtem ko so na jugu zaprte sedimentne plasti, je na severu (okoli Praia Grande) masiv strm. Sedimentne formacije do začetka zgornje krede so deformirane zaradi vdora, ki omejuje MES do konca krede. Radiometrično datiranje različnih kamnin iz masiva je pokazalo starost med 80 in 75 milijoni let (kar potrjuje namestitev masivne zgornje krede).
Geodinamični pogoji, ki so nadzorovali nastanek MES (v korelaciji z razvojem eruptivnih masivov Sines in Monchique), so povezani s postopnim širjenjem Atlantskega oceana proti severu in posledičnim odprtjem Biskajskega zaliva. Širjenje Biskajskega zaliva je povzročilo kompleksne napetosti, odgovorne za globoke zlome v zemeljski skorji, ki so bili kanali za dvig magme. Pred približno 80 milijoni let se je ta magma razširila po površini kot površinska skorja z globino 5 kilometrov med sedimentnimi plastmi (starimi od 160 do 9 milijonov let), ki so bile kemično metamorfizirane. Sčasoma se je komora magme ohladila in kristalizirala, kar je povzročilo pogoje, ki so povzročili zrnate teksture, ki so značilne za MES. Šibkejše sedimentne plasti so bile dovzetne za erozijo, njihovi produkti pa so se odlagali okoli njihove podlage. Posledično je bil masiv verjetno izpostavljen v paleogenem obdobju (pred 30 milijoni let), znanem kot kompleks Benfica.

### Podnebje in biom
Za celinsko Portugalsko je značilno sredozemsko podnebje, pod vplivom Atlantika, za katerega so značilne zmerne temperature in mokre zime. Čeprav je podnebje na območju Cabo da Roca blizu polsušnega, se hribovje Sintra šteje za zmerno vlažno: padavin v gorah je več kot v okoliških območjih. Na položaj mesta v naravni krajini hribovja Sintra (ki ga sestavlja bujna naravna dediščina) vpliva obstoj mikroklime. Zaradi različnih razlogov (tukajšnje podnebje je ublažilo hribovje Sintra; rodovitnost prsti; relativna bližina estuarija reke Tajo) je regija pritegnila veliko zgodnjih poselitev. Zaradi svoje mikroklime se je razvil ogromen park, poln gostega listja z bogato botanično pestrostjo.
Zmerno podnebje in vlažnost, ki izhajata iz bližine obale, dajeta prednost rasti bogatega gozda, vključno z atlantskimi in sredozemskimi vrstami, ki na Portugalskem označuje prehod od severne do južne vegetacije. Pirenejski hrast (Quercus pyrenaica) prevladuje na velikih prostranstvih skalnatih višin in zaščitenih pobočij. Na vlažnih senčnih pobočjih, običajno obrnjenih proti severu, ali v zavetnih legah je razširjen dob (Quercus robur). V nižinskih in toplih krajih je pogost hrast plutovec (Quercus suber), v apnenčastih območjih pa portugalski hrast (Quercus faginea). Druge vrste, raztresene po gorah Sintre, so: beli javor (Acer pseudoplatanus), navadna leska (Corylus avellana), enovrati glog (Crataegus monogyna), navadna bodika (Ilex aquifolium), portugalski lovorikovec (Prunus lusitanica), navadni lovor (Laurus nobilis), navadna jagodičnica (Arbutus unedo), nepravi lovor (Viburnum tinus), hrast prnar (Quercus coccifera) in rakitovec (Rhamnus alaternus). V dolinah, ob vodotokih, rastejo ostrolistni jesen (Fraxinus angustifolia), siva vrba (Salix atrocinerea), črna jelša (Alnus glutinosa), navadna krhlika (Frangula alnus) in črni bezeg (Sambucus nigra).
Od leta 1966 hribovje Sintra prizadenejo požari, ki so uničili velik del prvotnega gozda, ki so ga nadomestile akacije in druge hitro rastoče eksotične vrste. Gozdnato območje hribovja Sintra obsega približno 5000 hektarjev (50 km²), od tega 26 % (1300 hektarjev) vzdržuje država prek Direcção Geral de Florestas – Núcleo Florestal de Sintra (generalni direktorat za gozdove – Gozdarska služba Sintra).

### Družbena geografija
Občino upravlja 11 civilnih župnijskih (portugalsko freguesias) svetov z lokalnimi oblastmi za upravljanje storitev in zagotavljanje lokalnega upravljanja.
Sintra ima tudi številne zaselke in vasi, vključno s premožno vasjo Linhó v Sintri.
Prebivalstvo Sintre se je v poznem 20. stoletju precej povečalo in se je povečalo s približno 14 % lizbonske regije na 19 %, pri čemer je bila glavna koncentracija rezidenčnega prebivalstva v pomembnem koridorju Queluz-Portela, vzdolž jugovzhodnega vogala občine. Na tem območju je bilo skoncentriranih približno 82 % občinskega prebivalstva, najbolj privlačne župnije za življenje pa so bile São Pedro de Penaferrim, Rio de Mouro, Belas in Algueirão-Mem Martins.
Z zmanjšanjem stopenj umrljivosti je v regiji prišlo do splošnega povečanja števila rojstev dojenčkov, ki je bilo povezano predvsem s poznimi rojstvi, pa tudi do povečanja števila starejših v skupnosti (56,5 % leta 2001). Kljub temu se za Sintro še vedno šteje, da ima strukturno mlado prebivalstvo, najmlajše v širšem metropolitanskem območju Lizbone. Mladi odrasli (od 30 do 39 let) prevladujejo v skupnostih Sintre, pri čemer imajo župnije Pêro Pinheiro, Terrugem, São Martinho, São João das Lampas, Santa Maria e São Miguel, Montelavar, Colares, Queluz in Almargem do Bispo višje stopnje starejših v populaciji. Približno 80 % prebivalcev je rojenih zunaj mesta, 21 % teh je rojenih v tujini. Medtem ko se je število rezidenčnega prebivalstva v Lizboni od sredine šestdesetih let prejšnjega stoletja nekoliko zmanjšalo, je Sintra primerljivo narasla.
Mestna območja predstavljajo 55,4 kvadratnih kilometrov občine ali približno 17,4 % ozemlja Sintre; 35 % prebivalstva prebiva v krajih z med 50.000 in 100.000 prebivalci. Mnoga od teh območij so povezana z dostopnimi linijami, zlasti s progo Sintra in avtocesto IC19, ki povezuje glavna mesta Queluz, Agualva-Cacém, Algueirão/Mem Martins, Rio de Mouro in Belas). Mnoga od teh urbanih območij so sestavljena iz spleta gradbenih projektov, ki so v zgodovini povzročili goste betonske zgradbe, običajno sedem ali več nadstropij v višino. Največja rast stanovanjskih hiš se je zgodila na jugu občine, v trikotniku São Pedro de Penaferrim, Santa Maria e São Miguel in Casal de Cambra. Poleg tega sta v tej regiji velika koncentracija in rast družinskih bivališč sezonske narave ali sekundarnih domov ter širjenje nezakonite gradnje v župnijah São João das Lampas, São Pedro de Penaferrim, Belas, Agualva- Cacém in Casal de Cambra.

## Gospodarstvo
Rast terciarnih dejavnosti je igrala pomembno vlogo v vzorcu zaposlovanja v regiji, pri čemer prevladujejo komercialne, maloprodajne in podporne storitve. To je bilo v škodo industrije, čeprav stalne industrijske dejavnosti vključujejo transport materialov, predelavo mineralov, proizvodnjo strojev in opreme, podjetja za predelavo hrane, pijače in tobaka ter založniške in tiskarske storitve. Dramatična rast je bila tudi v industriji gradbeništva.
EuroAtlantic Airways ima sedež v Sintri.
Pomemben je tudi turizem, saj so parki in spomeniki, ki jih upravlja Parques de Sintra, leta 2017 na primer zabeležili 3,2 milijona obiskovalcev.

## Znamenitosti
V Sintri je veliko ohranjenih ali razvrščenih arhitekturnih stavb:

### Prazgodovina
- Megalitski kompleks Barreira
- Dolmen Adrenunes (portugalsko Anta de Adrenunes)
- Dolmen iz Agualve (portugalsko Anta de Agualva/Anta do Carrascal)
- Estrijski dolmen (portugalsko Anta da Estria)
- Dolmen Monte Abraão (portugalsko Anta do Monte Abraão)
- Prazgodovinski spomenik Praia das Maçãs (portugalsko Monumento Pré-Histórico de Praia das Maçãs)
- Tolos grobnica Monge (portugalsko Tholos do Monge)

### Posvetne stavbe
- Akvadukt Aguas Livres-Sintra (portugalsko Aqueduto das Águas Livres-Troço de Sintra)
- Brunarica in vrt grofice Edle
- Posestvo Penha Verde (portugalsko Quinta de Penha Verde/Quinta da Fonte del Rei)
- Dvorec Penha Verde (portugalsko Solar da Quinta de Penha Verde)
- palača Pena (portugalsko Palácio Nacional da Pena)
- palača Queluz (portugalsko Palácio Nacional de Queluz)
- Narodna palača Sintra (portugalsko Palácio Nacional de Sintra/Palácio da Vila)
- Palača grofov Almeida-Araújo (portugalsko Palácio Pombal/Palacete dos Condos de Almeida Araújo)
- Steber Colaresa (portugalsko Pelourinho de Colares)
- Quinta da Regaleira vključno s palačo in kapelo
- Quinta da Ribafria
- Palača Monserrate
- Palača Seteais
- Palača Ramalhão

### Kultura
- Lutkovna hiša v Sintri (portugalsko Casa da Marioneta de Sintra)[18]
- Kulturno združenje Valdevinos (portugalsko Valdevinos Associação Cultural)[19]

### Vojaške zgradbe
- Mavrski grad (portugalsko Castelo dos Mouros)

### Religiozne stavbe
- Cerkev Santa Maria (portugalsko Igreja Paroquial de Santa Maria)
- Samostan Penha Longa (portugalsko Convento de Penha Longa)
- Samostan kapucinov (Sintra)

- Sprednja fasada in vodnjak palače Queluz
- Utrinek narodne palače Pena z gradu Mavrov
- Posestvo Monserrate, ki ga je zgradil Gerard Devisme, vendar je svoj orientalski videz dobilo po Francisu Cooku
- Narodna palača Sintra, od zgoraj
- Narodna palača Sintra. Najbolje ohranjena srednjeveška kraljeva palača na Portugalskem, ki je bila naseljena bolj ali manj neprekinjeno od zgodnjega 15. stoletja do poznega 19. stoletja.
- Fonte da Sabuga, Sintra

## V popularni kulturi
- Velik del miniserije Gulliverjeva potovanja (1996) je bil posnet v Sintri in prikazanih je veliko njenih palač.
- Opel Sintra, veliko enoprostorno vozilo, proizvedeno pod nemško znamko Opel za trg v Evropi, ki ga je Vauxhall med letoma 1996 in 1999 prodajal v Združenem kraljestvu kot Vauxhall Sintra, ima ime, ki ga je izbral računalnik s seznama kratkih, enostavno izgovorljive besede in ne po zgodovinskem portugalskem mestu Sintra.
- Leta 2018 je bila namizna igra nemškega oblikovalca iger Michaela Kieslinga, Azul: Stained Glass of Sintra, poimenovana po mestu Sintra.